# 초카

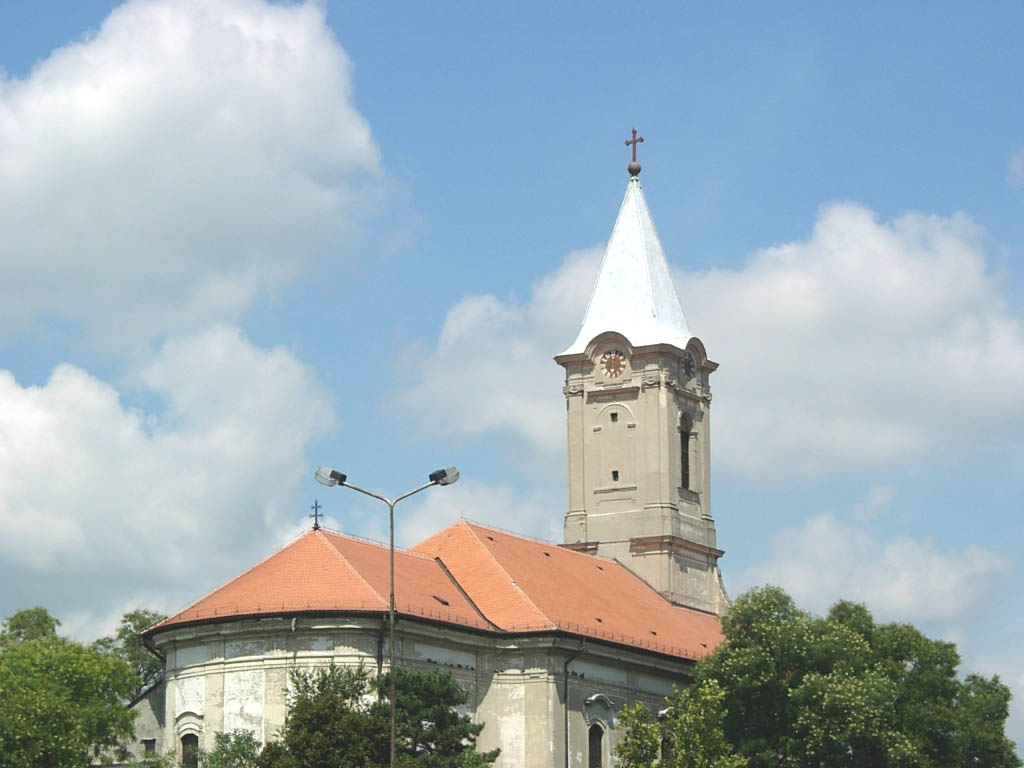

초카(세르비아어: Чока, 헝가리어: Csóka)는 세르비아 보이보디나 자치주 북바나트구에 있는 도시이다.

## 인구
2011년 인구 조사 결과에 따르면 초카의 인구는 11,398명이다.
지방 자치체의 민족 구성:
| 민족           | 인구   | %      |
| -------------- | ------ | ------ |
| 헝가리계       | 5,661  | 49.67% |
| 세르브인       | 4,437  | 38.93% |
| 롬계           | 351    | 3.08%  |
| 슬로바키아계   | 96     | 0.84%  |
| 크로아티아계   | 61     | 0.54%  |
| 유고슬라비아계 | 55     | 0.48%  |
| 루마니아계     | 42     | 0.37%  |
| 기타           | 698    | 6.12%  |
| 전체           | 11,398 |        |

## 같이 보기
- 북바나트구